# James Young (carrosseriebouwer)
James Young was een gerenommeerde Britse carrosseriebouwer opgericht in 1863 en gevestigd in Bromley (Groot-Londen).

## Geschiedenis
James Young kocht het bedrijf van J. K. Hunter in 1863. J. K. Hunter bouwde een volledig assortiment rijtuigen van hoge kwaliteit, waaronder landauers, maar was in de tijd van James Young het meest bekend vanwege zijn lichtgewicht Bromley Brougham.
De eerste carrosserie werd in 1908 gemaakt op een Wolseley-chassis voor het plaatselijke parlementslid. Tijdens de Eerste Wereldoorlog werden ambulances, vrachtwagens en pantserwagens op Darracq- en Hudson-chassis gebouwd. In de jaren twintig en begin jaren dertig werden gestandaardiseerde carrosserieën geproduceerd voor Sunbeam en Talbot, samen met individuele opdrachten, vaak op Bentley- en Rolls-Royce-chassis.

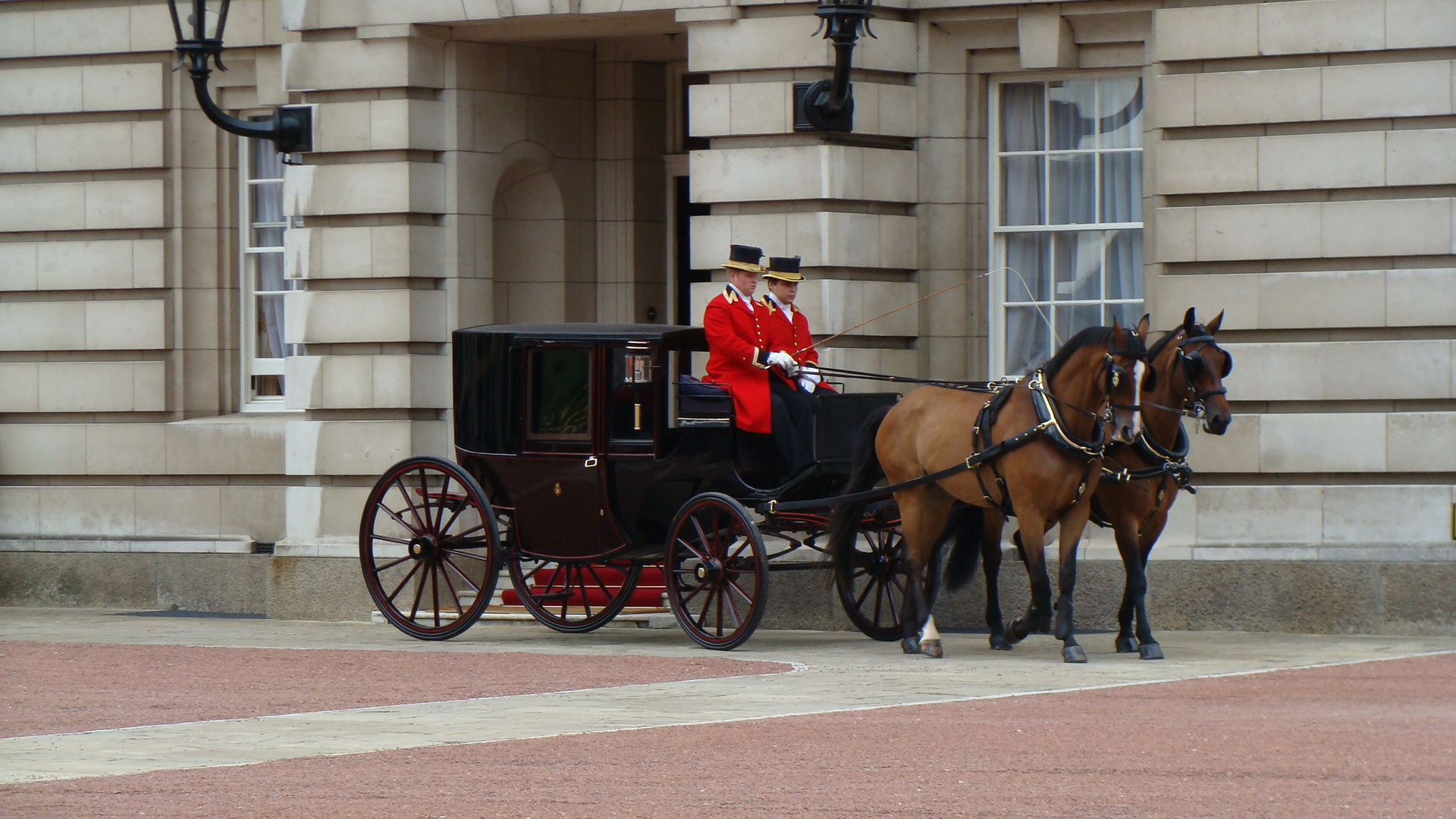
Brougham-rijtuig van James Young
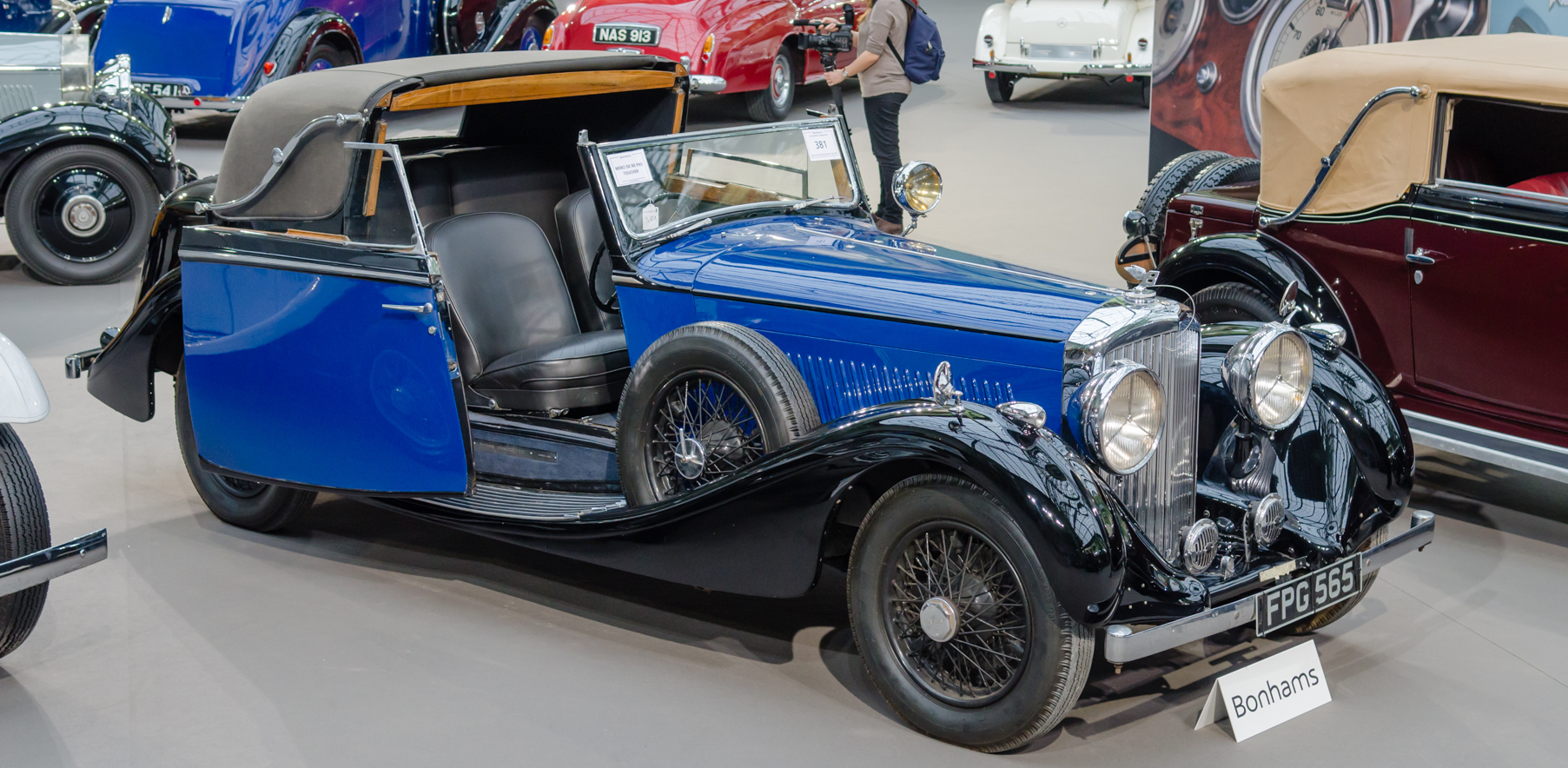
Bentley 4½ Litre van James young met parallel openende deuren

James Young Limited sloot zich in 1922 aan bij de Society of Motor Manufacturers and Traders en had in 1925 voor het eerst een eigen stand op het Autosalon van Londen. Het bedrijf bedacht en patenteerde een nieuwe manier om daken te maken die geen trommelend geluid maakten. Het patenteerde ook een manier om carrosserieën te maken met parallel openende deuren.
In de jaren dertig werden carrosserieën geproduceerd voor Bentleys, Rolls-Royce Phantom III's en Wraiths. In 1937 werd James Young gekocht door de Londense Rolls-Royce-dealer Jack Barclay en hij overtuigde de Schot A. F. McNeil om de hoofdontwerper van James Young te worden. Deze twee gebeurtenissen, gecombineerd met het einde van de depressie, zorgden voor een sterke stijging van de verkoop.
Tijdens de Tweede Wereldoorlog bouwde James Young vliegtuigonderdelen, mobiele kantines en canvashoezen. In 1941 werd de fabriek verwoest en gingen alle archieven verloren. De fabriek werd heropgebouwd maar werd opnieuw getroffen, dit keer door een V1-bom.
Na de oorlog werd de carrosseriebouw voor Bentley en Rolls-Royce onmiddellijk hervat met een jaarlijkse productie van vijftig tot zestig carrosserieën. In 1948 was James Young weer aanwezig op het Autosalon van Londen.

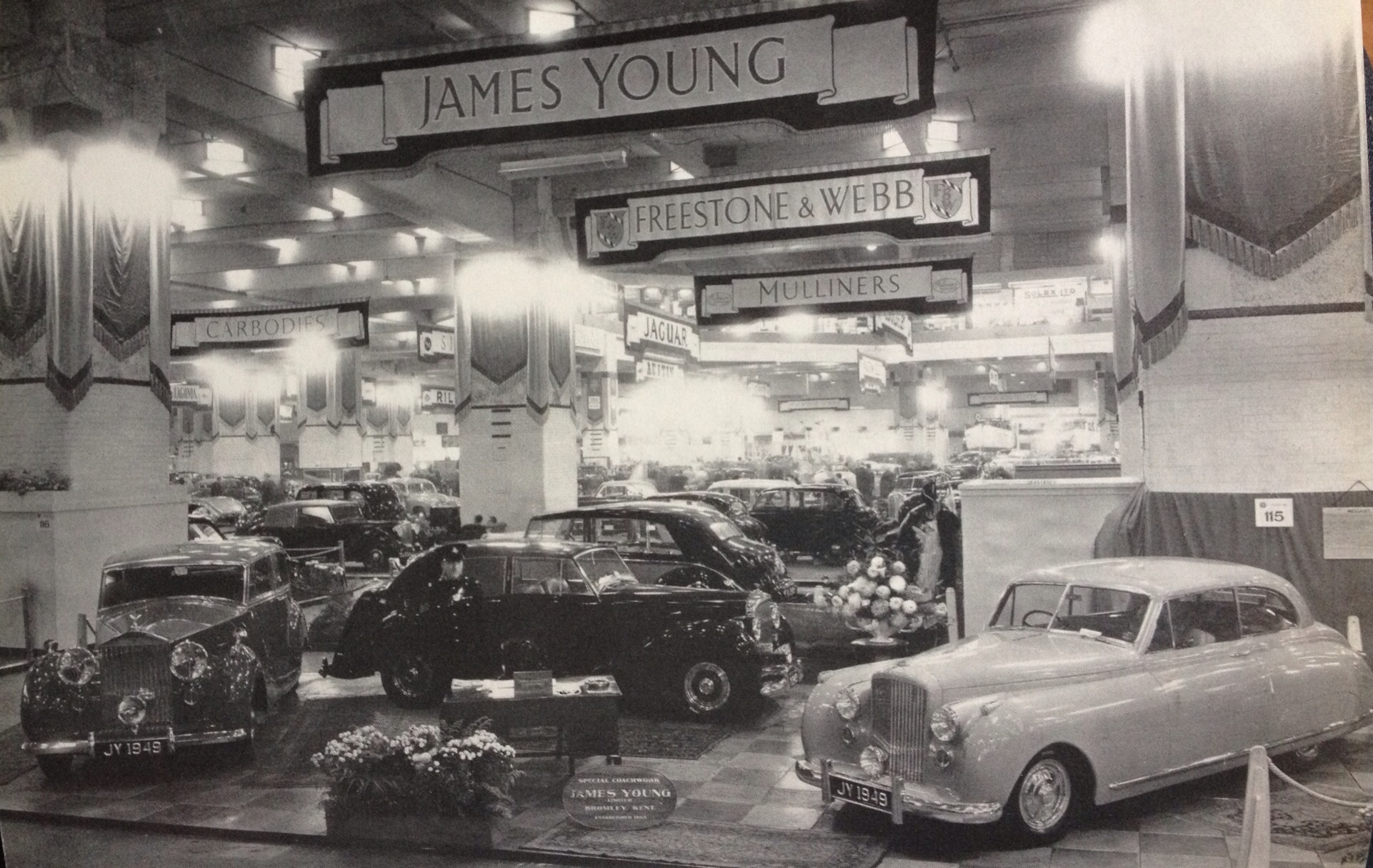
Stand van James Young op het Autosalon van Londen in 1948
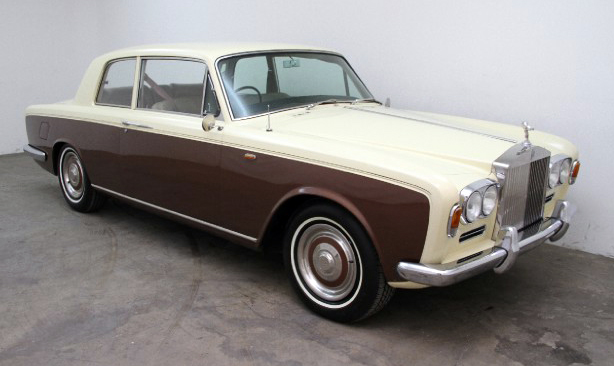
Rolls-Royce Silver Shadow coupé (1967) van James Young
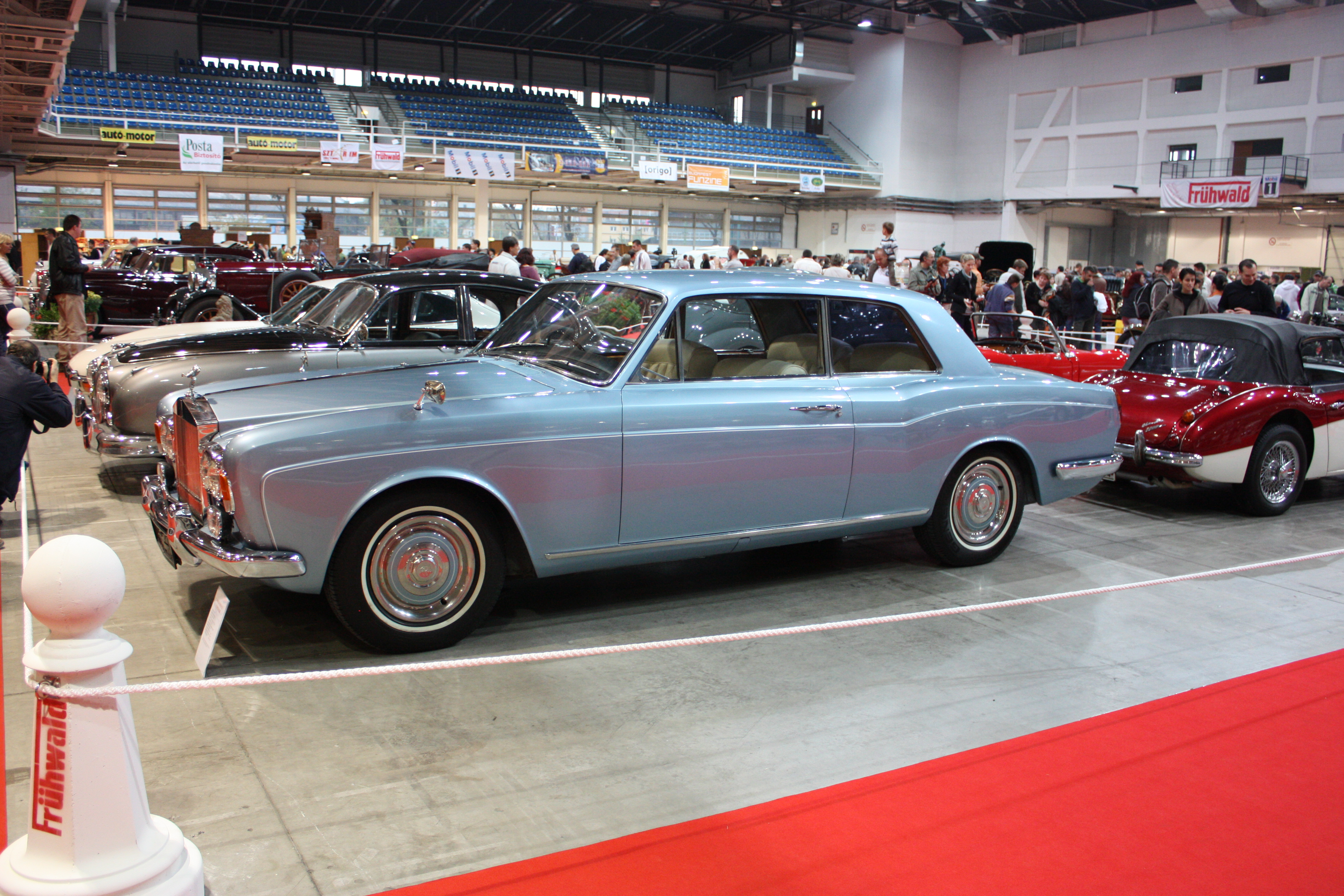
Rolls-Royce Silver Shadow coupé (1967) van Mulliner Park Ward

Toen Rolls-Royce in de jaren zestig overschakelde van aparte chassis naar zelfdragende carrosserieën nam de vraag naar individuele carrosserieën sterk af. In 1966 en 1967 werden vijfendertig Rolls-Royce Silver Shadow (en 15 Bentley T1) coupés gecreëerd door de achterdeuren van standaard productieauto's te verwijderen en de voordeuren te verlengen. De laatste carrosserieën van James Young werden in 1968 gemaakt op het Rolls-Royce Phantom V-chassis.

## Fotogalerij

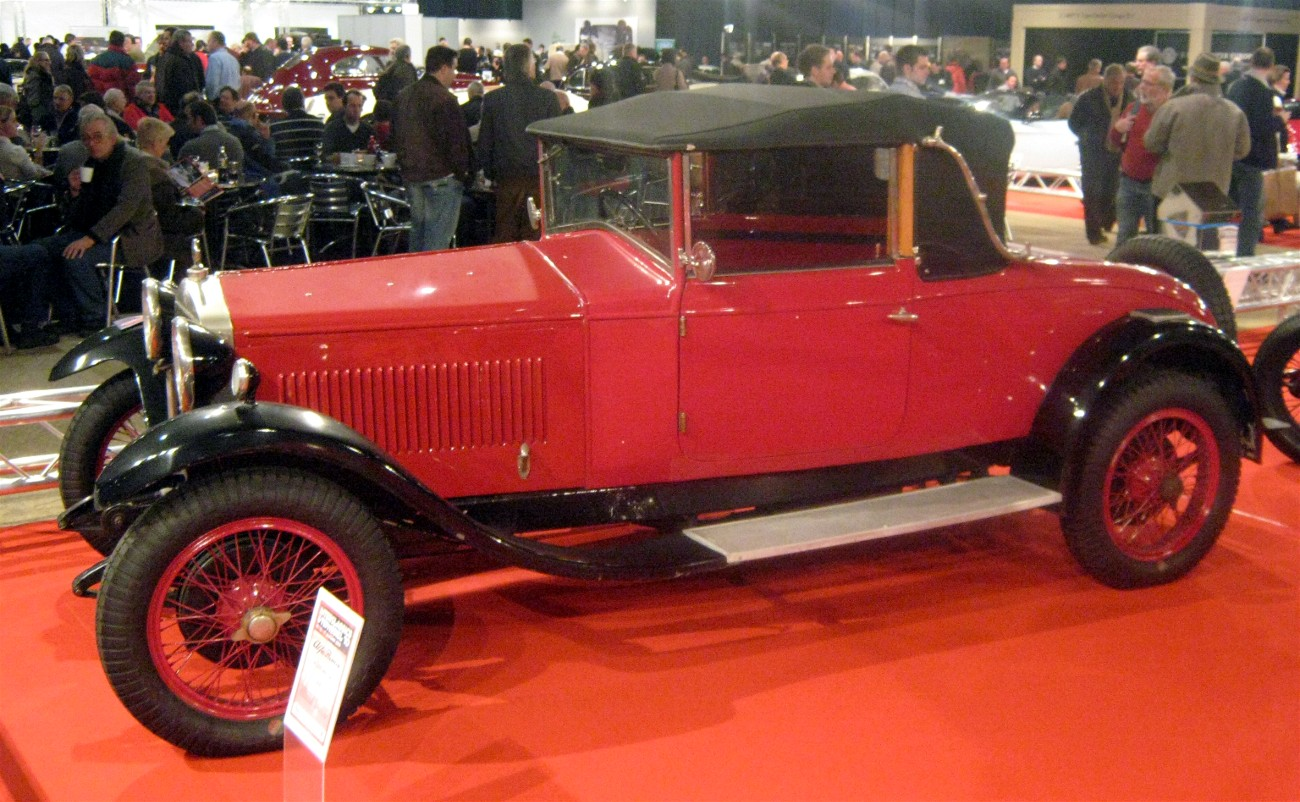
Alfa Romeo 6C 1500 Normale (1928) drophead coupé
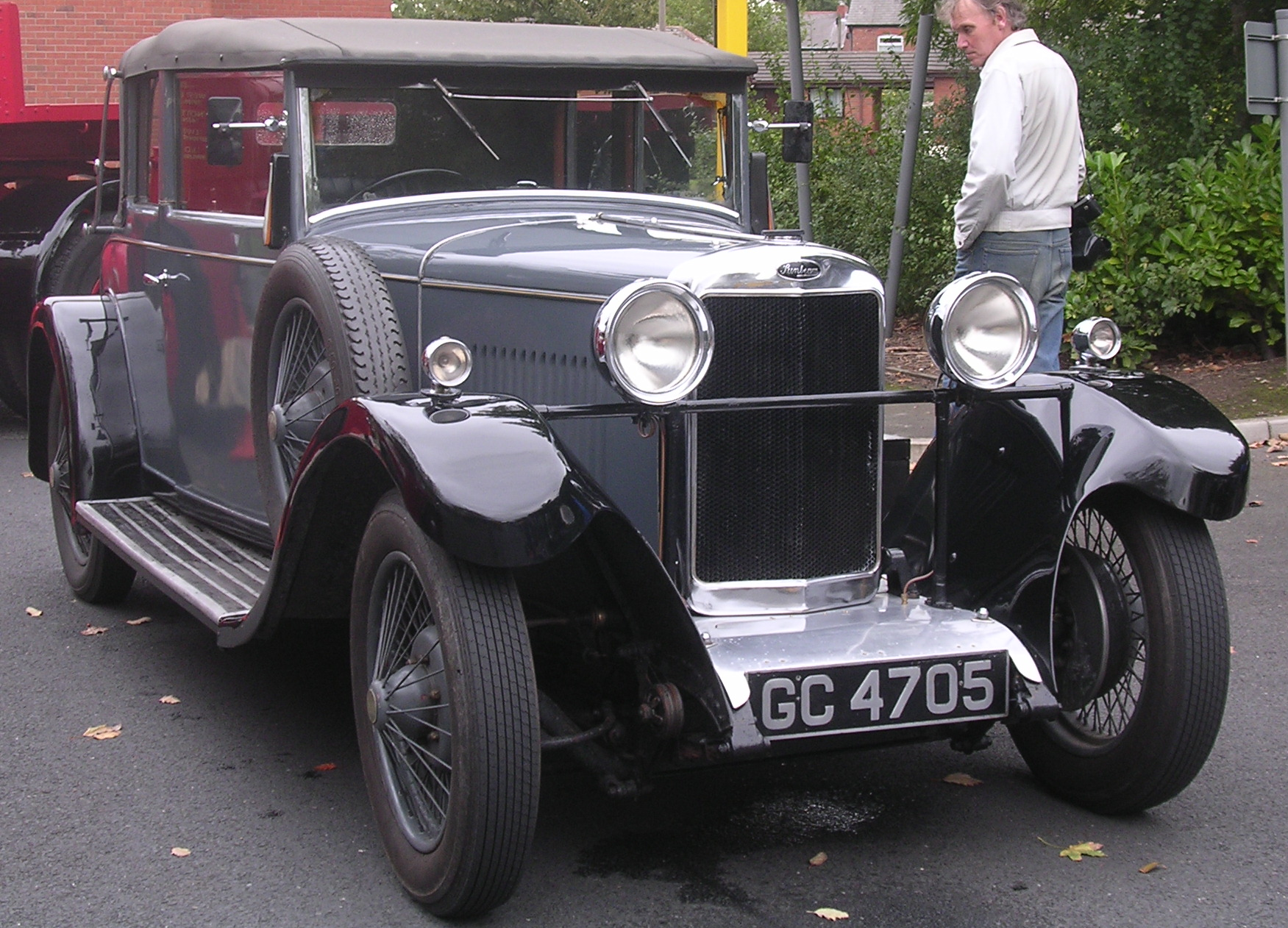
Sunbeam 16 (1930) drophead coupé
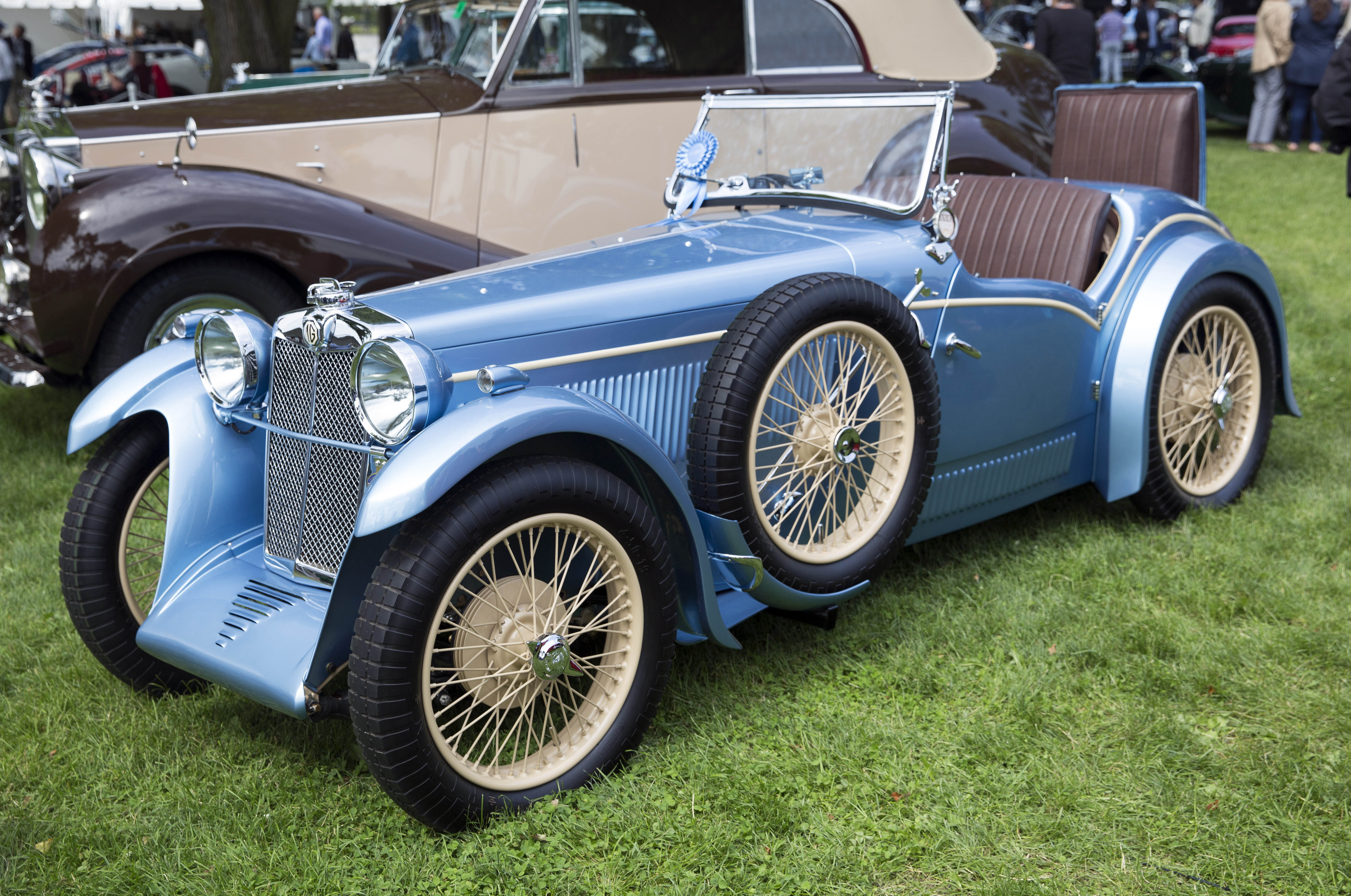
MG F1 Magna (1932) sportwagen
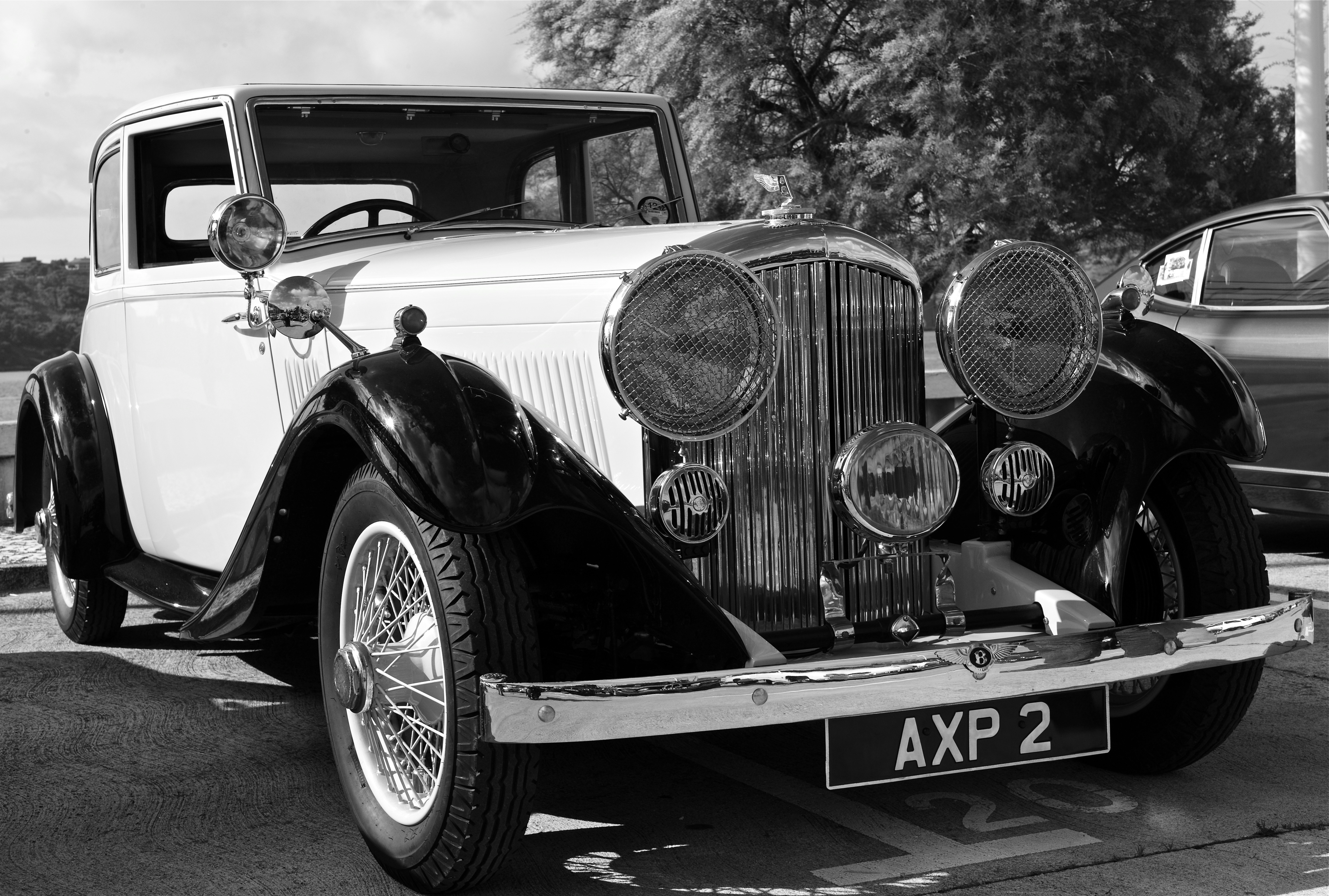
Bentley 3½ Litre (1934) coupé
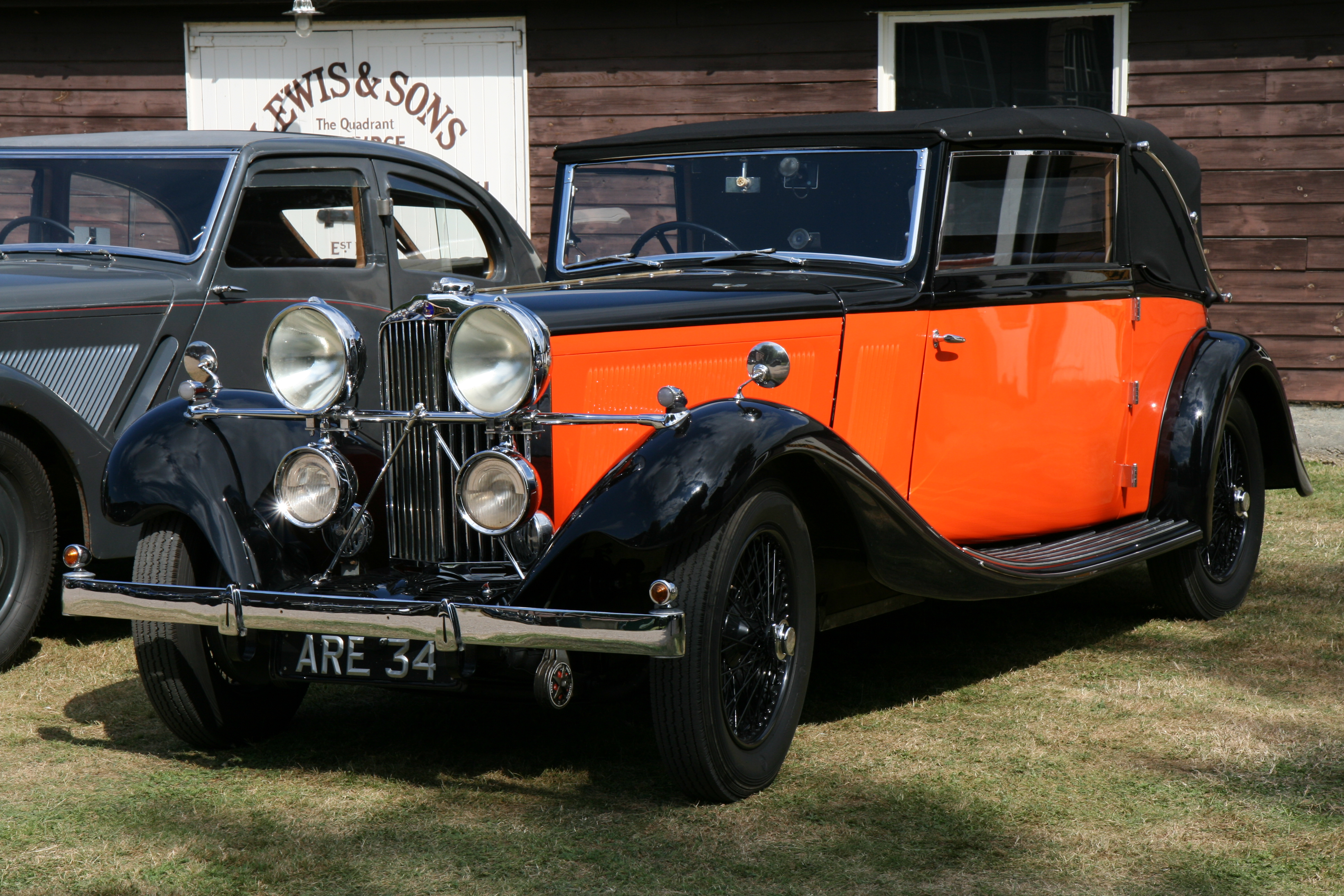
Talbot BA105 (1934) drophead coupé
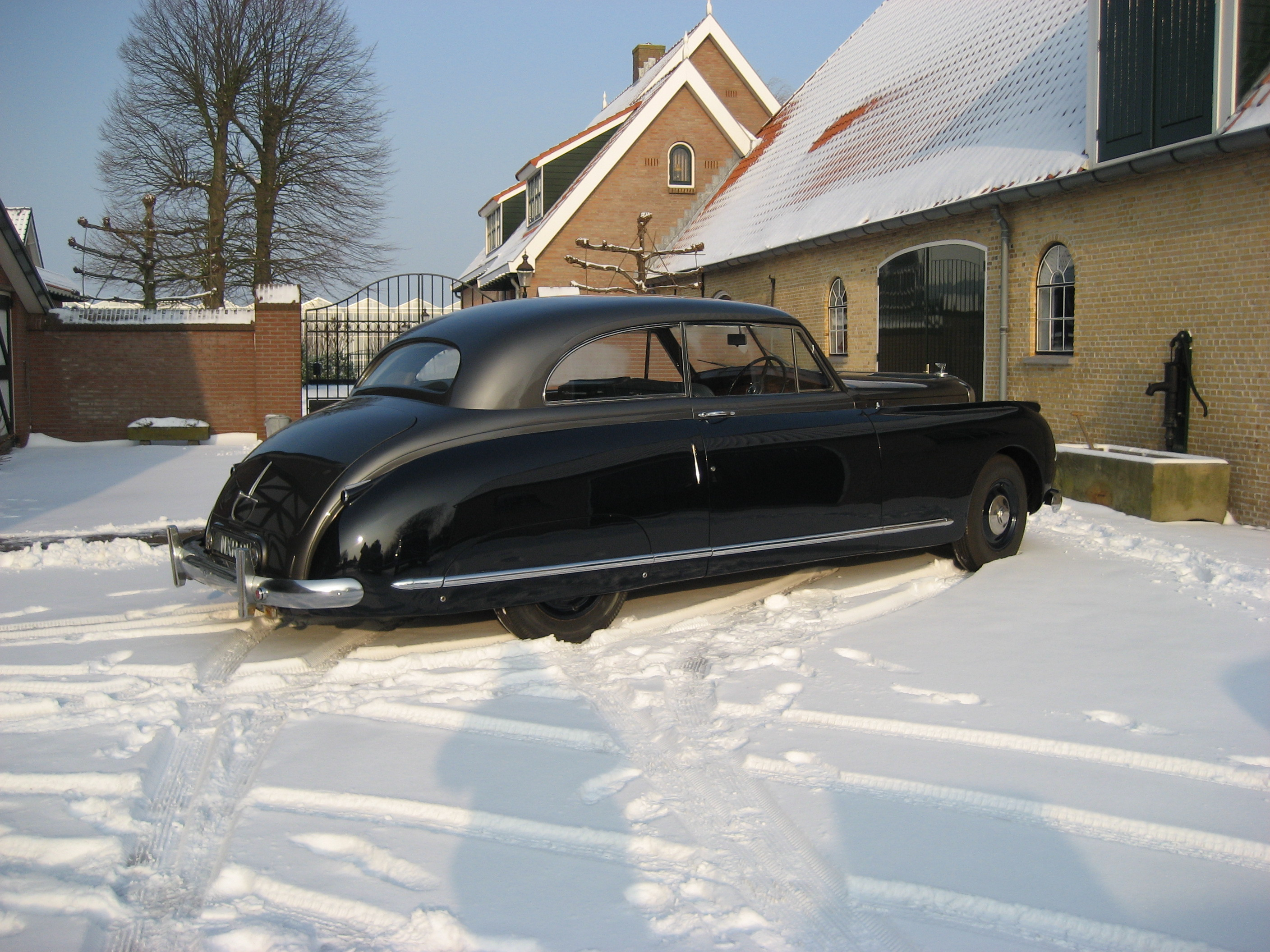
Bentley Mark VI (1948) coupé
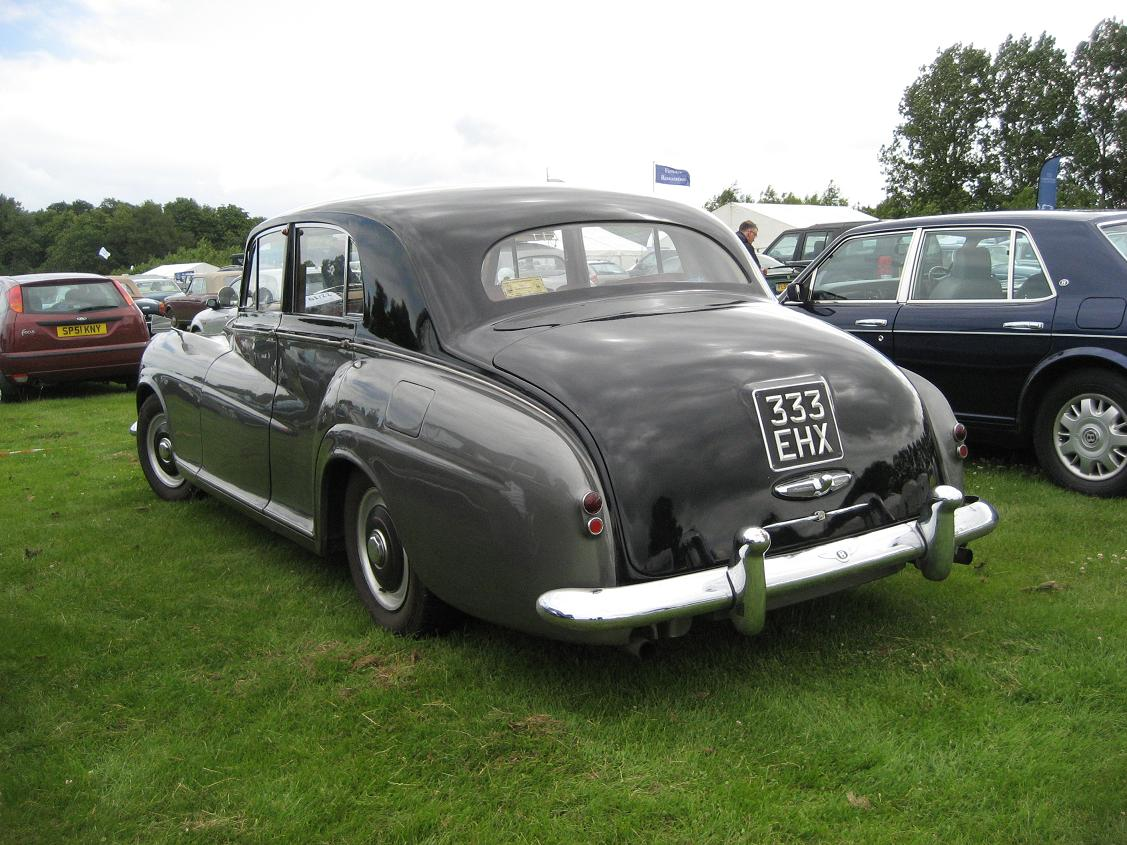
Bentley R-Type (1954) sedan
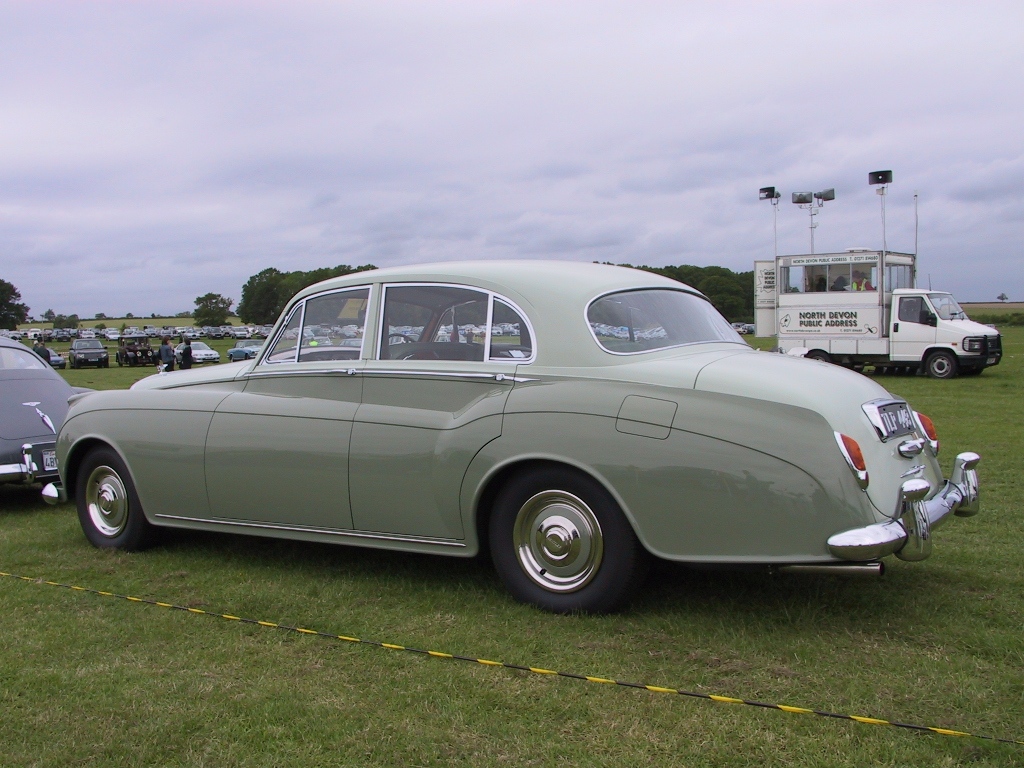
Bentley S1 (1957) sedan
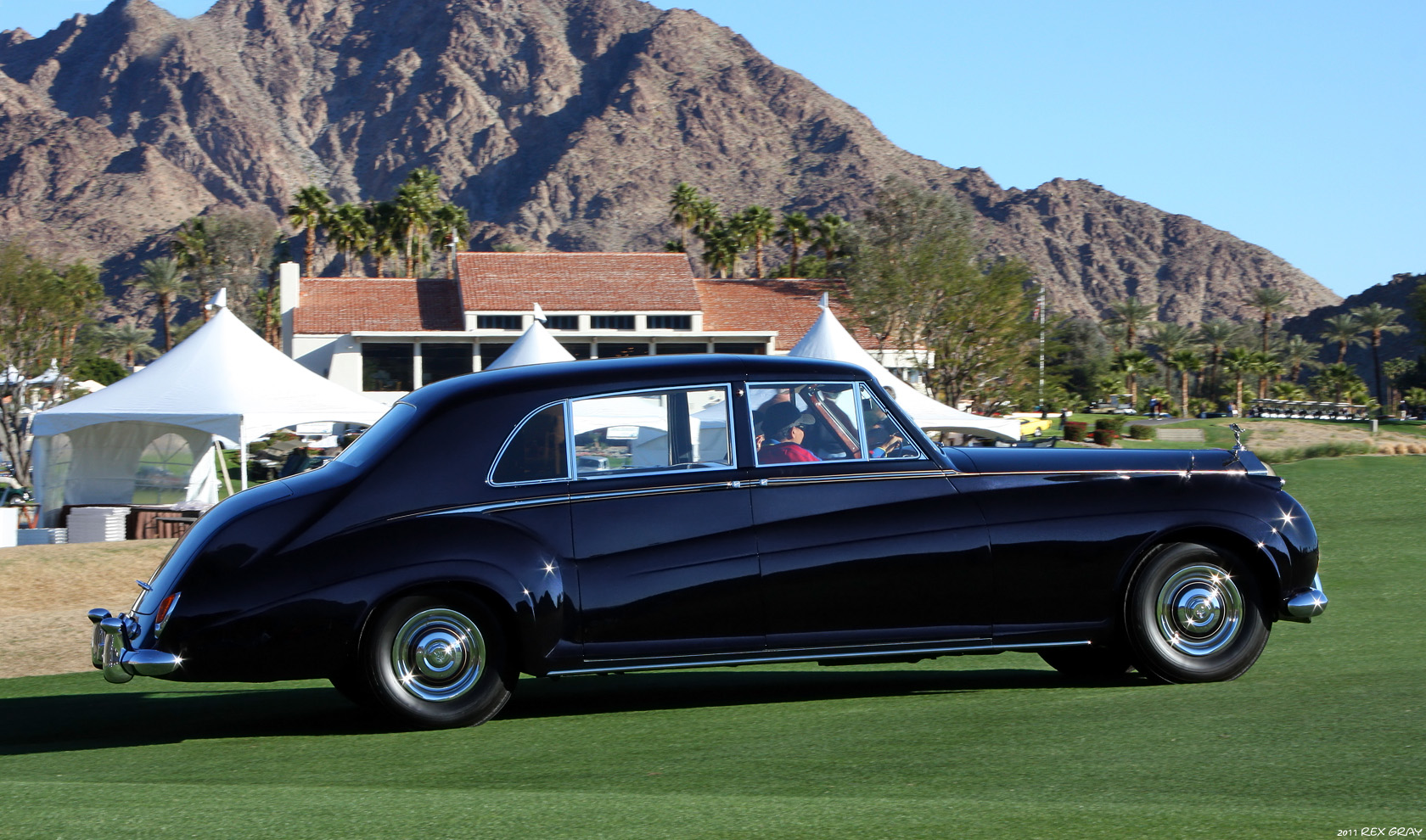
Rolls-Royce Phantom V (1961) limousine
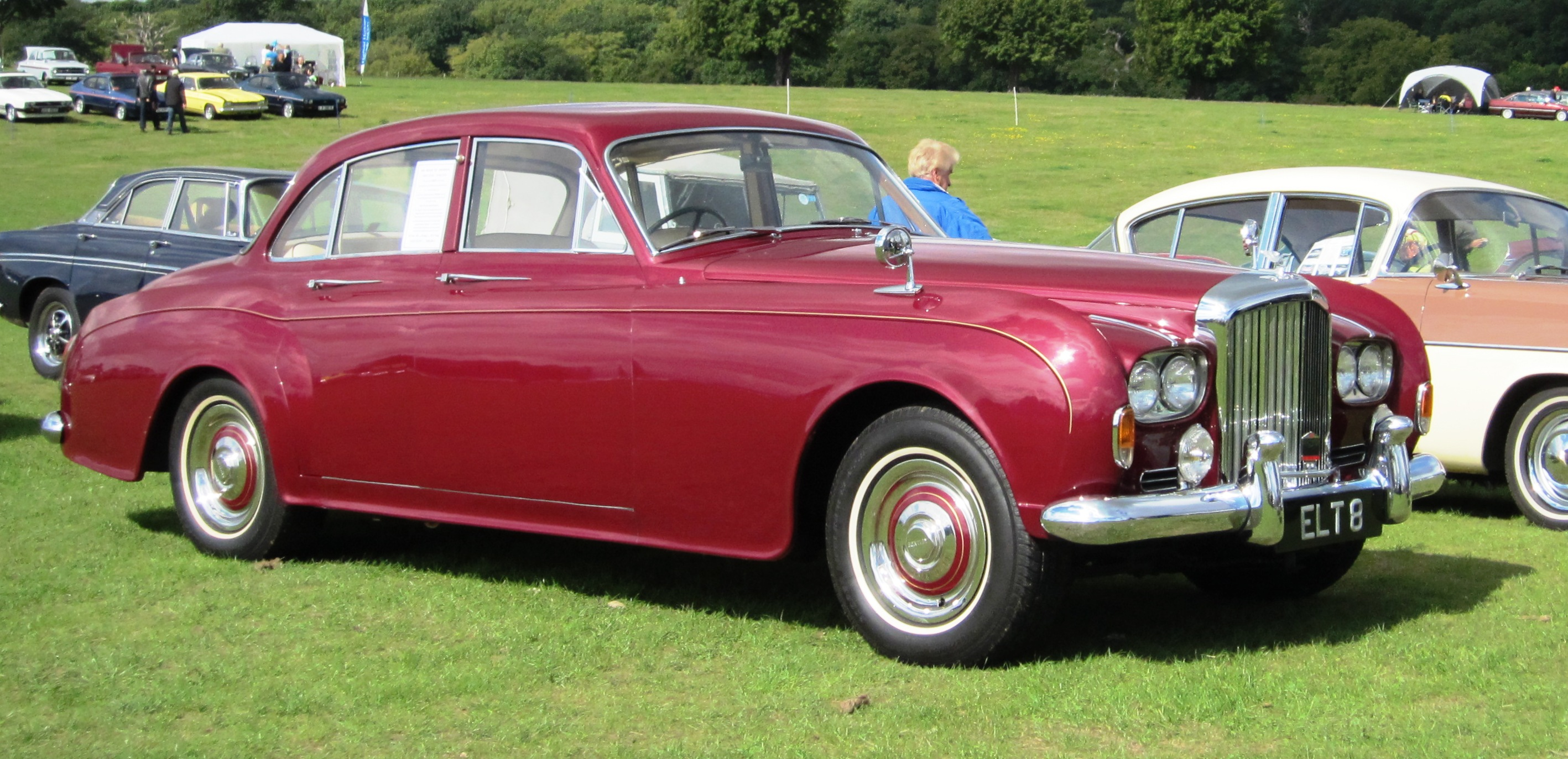
Bentley Continental S3 (1965) sedan